# دون دنيس
دون دنيس (بالإنجليزية: Don Dennis)‏ هو لاعب كرة قاعدة أمريكي، ولد في 3 مارس 1942 في يونيونتاون في الولايات المتحدة، وتوفي في 22 مارس 2007 في فورت سكوت في الولايات المتحدة.

## وصلات خارجية
- دون دنيس على موقع دوري كرة القاعدة الرئيسي (الإنجليزية)
- دون دنيس على موقعبيزبول رفرنس.كوم (الدوري الرئيسي) (الإنجليزية)
- دون دنيس على موقعبيزبول رفرنس.كوم (الدوري الثانوي) (الإنجليزية)